# Wes Ferrell
Wesley Cheek Ferrell (Greensboro, 2 febbraio 1908 – Sarasota, 9 dicembre 1976) è stato un giocatore di baseball statunitense.
Ferrell è il lanciatore ad aver realizzato, nel ruolo di battitore, il maggior numero di fuoricampo in carriera, 38 in totale, e in una singola stagione, nel 1931 con 9 HR. Inoltre è il l'unica giocatore dal 1900 ad aver realizzato 20 vittorie nelle sue prime quattro stagioni complete della MLB.
Anche due dei suoi fratelli maggiori furono giocatori di baseball professionisti; Rick, che fu un giocatore nella MLB dal 1929 al 1947 e venne introdotto nella Baseball Hall of Fame nel 1984 e George, che fu veterano nella minor league, in cui giocò per 18 stagioni.

## Biografia
Ferrell nacque a Greensboro, Nord Carolina, quintogenito di sette figli maschi, da Rufus Benjamin, detto "Lonnie", impiegato presso la compagnia ferrovia Southern Railroad, e Alice Clara Carpenter. Visse con la famiglia in una cascina di 160 acri, che veniva utilizzata anche per coltivare fieno e tabacco.
Frequentò prima la Guilford High School e poi la Oak Ridge Military Academy nel 1926, giocando nelle squadre di baseball e pallacanestro. Fu presto notato da un osservatore dei Cleveland Indians e nel 1927, ricevette due offerte dagli Indians e dai Detroit Tigers per giocare in una squadra semi professionistica della città di East Douglas, Massachusetts. Scelse infine gli Indians.

## Carriera

### Cleveland Indians
Ferrell debuttò nella MLB il 9 settembre 1927, al Fenway Park di Boston contro i Boston Red Sox, lanciando nell'ottavo inning. Concesse 3 valide, 2 basi su ball e 3 punti e fu la sua unica partita stagionale giocata nella MLB. Fu il più giovane giocatore dell'American League a scendere in campo durante la stagione.
Inizialmente incluso nella lista dei giocatori degli Indians per la stagione 1928, venne presto retrocesso nella squadra di minor league dei Terre Haute Tots, militante nella Illinois–Indiana–Iowa League della classe B. In settembre, visto gli ottimi risultati ottenuti, venne richiamato nella MLB, lanciando in due partite prima della fine della stagione. Venne schierato come partente in entrambi gli incontri (completandone uno), ma nonostante le buone prestazione subì la sconfitta in ambedue le gare. Concluse la stagione con le due partite disputate nella MLB, mentre nella minor league registrò 33 presenze.
Ferrell giocò la sua prima stagione completa nella MLB nel 1929, affermandosi come uno dei migliori lanciatori dell'American League. Nel 1930 ottenne 25 vittorie, 4 in più rispetto alla stagione precedente, e chiuse la stagione portando la sua media battuta da .237 del 1929 a .297 del 1930.
Il 29 aprile 1931, lanciò un no-hitter contro i St. Louis Browns realizzando otto strikeout, e battendo inoltre un fuoricampo, un doppio e quattro punti battuti a casa. Il ricevitore dei Browns dell'epoca, era il fratello, Rick Ferrell. L'8 maggio si infortunò alla spalla destra, e per il resto della stagione dovette evitare di lanciare palle veloci, poiché a causa del dolore erano diventate inefficaci. Nel 1931 segnò anche il record di fuoricampo battuti da un lanciatore della MLB, colpendone 9. Il 31 agosto colpì due home run contro i White Sox, in carriera fu la prima di cinque volte.
Ferrell era un individuo onesto e schietto, e il suo atteggiamento cominciò a inasprirsi durante questo periodo della sua carriera. Si sospettò che fosse ansioso per l'infortunio alla spalla, e questa preoccupazione lo spingeva a reagire con rabbia alle chiamate degli arbitri percepite da lui come errate e agli errori dei compagni di squadra che influenzavano negativamente il gioco. In un'occasione, Ferrell si rifiutò di uscire dal campo da gioco dopo essere stato richiamato dall'allenatore nel dugout e venne sospeso per dieci giorni. A causa del suo temperamento instabile venne multato e sospeso più volte per essersi rifiutato di abbandonare una partita o averla lasciata senza permesso. Dopo essere stato cacciato dal monte di lancio in una partita, si colpiva in volto e iniziava a sbattere la testa contro il muro. Dovevano intervenire i compagni di squadra per trattenerlo ed evitare che continuasse a farsi del male. Nonostante il dolore alla spalla e il peggioramento dei problemi comportamentali, continuò a essere un lanciatore resistente ed efficace.
Nel 1933, Wes Ferrell convocato al primo All-Star Game della storia della MLB. Tuttavia non venne chiamato in campo mentre il fratello Rick, selezionato anche lui, giocò per l'intera partita. Da luglio alla fine della stagione i lanci di Wes divennero inefficaci, e la sua disponibilità divenne infrequente, per questo motivo l'allenatore Roger Peckinpaugh, tentò di farlo giocare come esterno sinistro. Il tentativo fallì per la scarsa abilità di Ferrell nella presa. Nonostante la stagione sotto le aspettative in difesa, in cui ottenne 11 vittorie e 12 sconfitte, Ferrell non deluse in battuta, colpendo 7 fuoricampo, 26 punti battuti a casa e realizzando .271 di media battuta. Alla luce dei risultati difensivi, gli Indians offrirono un nuovo contratto a Ferrell che egli considerò inaccettabile e non firmò.

### Boston Red Sox
Il 25 maggio 1934, gli Indians scambiarono Ferrell e Dick Porter con i Boston Red Sox per Bob Seeds, Bob Weiland e 25,000 dollari (circa 478,000 dollari del 2020). In questo modo Wes si unì al fratello, che nel frattempo era passato ai Red Sox. Debuttò con la squadra il 30 maggio come lanciatore di rilievo ed entrò nella rotazione dei partenti il 10 giugno. Il 12 agosto, durante la partita di addio agli Yankees di Babe Ruth giocata a Boston contro la sua vecchia squadra, Ferrell subì due valide, un singolo e un doppio, contro Ruth, ma i Red Sox riuscirono a prevalere ugualmente sconfiggendo gli Yankees per 6-4. Completò la stagione con 14 vittorie e 5 sconfitte, battendo in due occasioni, due home run in una partita, la prima il 13 luglio contro i Browns e la seconda il 22 agosto contro i White Sox. In quest'ultima realizzò il primo HR nell'ottavo inning, pareggiando il risultato, e il secondo HR nel decimo inning, che fu un walk-off home run, il fuoricampo che assegnò la vittoria alla squadra. Normalmente con un numero di basi su ball elevato, alla fine della stagione 1934, la percentuale di basi su ball per 9 inning fu la migliore dell'American League.
Nel 1935 fu il capoclassifica dell'American League in vittorie, ottenne una media battuta di .347 con 7 home run realizzati e finì secondo nella votazione per il MVP award. La stagione 1936, fu la sesta e ultima stagione in cui realizzò 20 vittorie.

### Washington Senators e New York Yankees
L'11 giugno 1937, i Red Sox scambiarono Wes Ferrell, il fratello Rick Ferrell e Mel Almada con i Washington Senators per Ben Chapman e Bobo Newsom. Durante la stagione venne convocato per il suo secondo All-Star Game di carriera, anche questa volta assieme al fratello, sebbene nessuno dei due questa volta scesero in campo. A causa del suo comportamento e il conflitto di personalità con il proprietario Clark Griffith, il 12 agosto 1938, venne svincolato dai Senators.
Il 14 agosto 1938, Ferrell firmò con i New York Yankees. Nell'inverno seguente, si sottopose a un intervento chirurgico al braccio per rimuovere dei frammenti d'osso dal gomito, ma non riuscì a riprendersi completamente. Venne svincolato dalla franchigia il 28 maggio 1939.

### Brooklyn Dodgers e Boston Braves
Il 10 gennaio 1940, firmò con i Brooklyn Dodgers, in cui comparve in due sole partite, in battuta il 5 maggio e come lanciatore di rilievo e in battuta il 10 maggio. Venne svincolato dalla franchigia il 14 maggio.
Il 10 febbraio 1941, firmò con i Boston Braves, con cui restò fino all'8 maggio, quando venne svincolato dalla franchigia. Con i Braves, giocò le sue ultime quattro partite nella MLB, l'ultima disputata il 6 maggio 1941 contro i Cardinals, in cui venne schierato come lanciatore partente e venne sostituito solo nel primo inning.

### Minor League e ritiro
Conclusa la carriera nella MLB, Ferrell firmò con i Leaksville-Draper-Spray Triplets della Bi-State League, lega di classe D dove giocò come esterno, realizzando .332 di media battuta e 20 fuoricampo in 74 partite. Nel 1942 passò ai Lynchburg Senators nella Virginia League della classe C, giocò come seconda base e ottenne una media battuta di .361 con 31 fuoricampo battuti in 123 partite disputate. Continuò a giocare sporadicamente nella minor league, fino al 1949 quando si ritirò definitivamente.

## Carriera da allenatore
In tutte le squadre di minor league in cui militò dal 1941 al 1949, Ferrell oltre a giocare, condivise il ruolo di allenatore con uno o più allenatori. Solo nel 1942 con i Lynchburg Senators e nel 1948 con i Marion Marauders della classe D, fu l'unico capo allenatore delle squadre.
Nel 1945 firmò con la squadra della sua città natale, i Greensboro Patriots, militanti nella classe C. Nel 1946 tornò a Lynchburg, stavolta nei Lynchburg Cardinals della classe B.
Nel 1949 firmò nuovamente con i Patriots di Greensboro, nel frattempo passati alla classe B, ma nello stesso anno si trasferì ai Tampa Smokers, dove partecipò alle sue ultime partite da giocatore.
Tornò come capo allenatore nel 1963, firmando con i Rock Hill Wrens della classe A e nel 1965 co-allenò gli Shelby Rebels della classe A, ultimo ruolo da lui ricoperto.

## Riconoscimenti postumi
Ferrell morì all'età di 68 anni nel 1976 in Florida. Nel 2008 venne inserito nella Hall of Fame dei Boston Red Sox e nel 2009 nella Hall of Fame dei Cleveland Indians, la sua prima squadra di major league.

## Palmares
- MLB All-Star: 2

1933, 1937
- Capoclassifica dell'American League in vittorie: 1

1935
- No-hitter: 1

29 aprile 1931
- Boston Red Sox Hall of Fame
- Cleveland Indians Hall of Fame